# Spottlerche

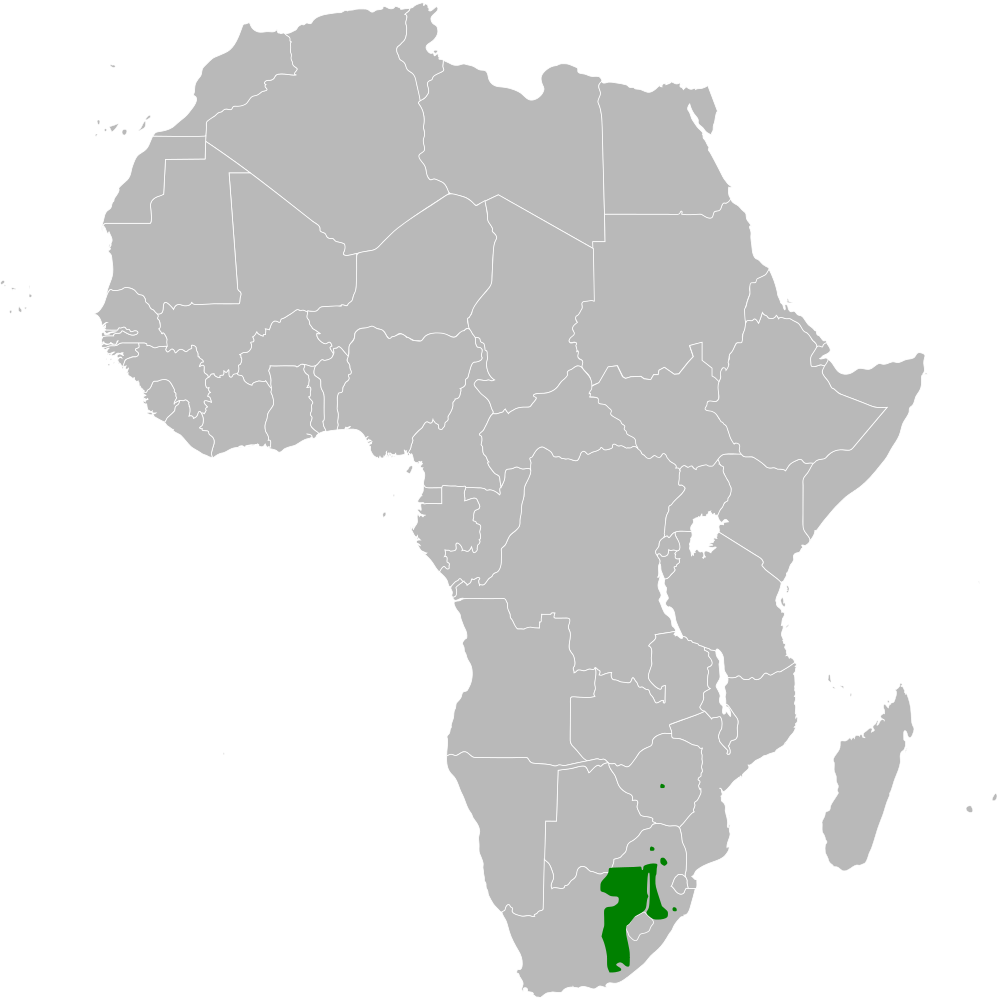
Verbreitungsgebiet der Spottlerche

Die Spottlerche (Mirafra cheniana) ist eine Art aus der Familie der Lerchen. Ihr Verbreitungsgebiet liegt im südöstlichen Afrika. Man unterscheidet keine Unterarten. Sie zählt zu den Lerchenarten, die mit ihrem Gesang die Stimmen zahlreicher anderer Vogelarten nachahmen.
Die Bestandssituation der Spottlerche wird von der IUCN derzeit mit potentiell gefährdet (near threatened) eingestuft.

## Merkmale
Die Spottlerche ist deutlich kleiner und kurzschwänziger als die Feldlerche. Die Körperlänge beträgt zwischen 12 und 14 Zentimeter, wovon 4,3 bis 5 Zentimeter auf den Schwanz entfallen. Der Schnabel hat eine Länge von 1,2 bis 1,4 Zentimeter.
Bei der Spottlerche verläuft der Überaugenstreif von der Schnabelbasis bis weit in den Nacken. Die Körperoberseite ist beige bis rötlich braun. Das Kinn und die Kehle sind weiß. Die Brust ist rostbraun mit dunkelbraunen Stricheln und Flecken. Die übrige Körperunterseite ist hellbräunlich. Die Schwingen sind schwarzbraun. Die Handschwingen weisen rostbraune Säume auf. Der Schwanz ist schwarzbraun, wobei die Außenfahnen des mittleren Steuerfederpaares weiß sind. Der Schnabel ist dunkel hornfarben, die Füße und Läufe sind fleischfarben. Die Iris ist braun.

## Verwechslungsmöglichkeiten
Die Spottlerche ist bei Beobachtungen in freier Wildbahn kaum von der Sperlingslerche zu unterscheiden. Der Gesang der beiden Arten ist jedoch unterschiedlich. Die Körperunterseite der Spottlerche ist hellbräunlich, während die der Sperlingslerche weißlich ist.

## Gesang
Der Gesang der Lerche setzt sich aus den Imitationen anderer Vogelarten zusammen, die melodisch miteinander verbunden werden. Man hat den Gesang von 57 anderen Vogelarten aus 20 verschiedenen Gattungen bislang identifizieren können. Der Gesang wird im Sing-Schauflug oder von Ansitzwarten auf Steinen und Zweigen vorgetragen.
Das Männchen steigt beim Sing-Schauflug mit aufgeplustertem Gefieder und raschen Flügelschlägen mindestens 20 Meter in die Höhe und zieht dann Kreise von etwa 50 Meter Durchmesser. Es singt dabei bis zu 25 Minuten und lässt sich dann wieder abrupt zum Boden herabfallen.

## Verbreitungsgebiet und Lebensraum
Die Spottlerche brütet südlich des 20° südlichen Breitengrads vor. Brutgebiete befinden sich im Osten der Republik Südafrika, in KwaZulu-Natal sowie nördlich von Johannesburg und Pretoria. Sie kommt außerdem in Simbabwe vor.
Der Lebensraum ist offenes Grasland sowie Agrarland, das mit Zwerghirse bestellt ist. In KwaZulu-Natal kommt die Spottlerche in Höhenlagen zwischen 550 und 1750 Metern vor, die einen jährlichen Niederschlag zwischen 400 und 800 mm aufweisen.

## Lebensweise
Die Spottlerche frisst Samen und Arthropoden. Sie brütet im Osten Südafrikas von Oktober bis November, in Simbabwe von September bis Januar.
Wie alle Lerchen ist auch die Spottlerche ein Bodenbrüter. Das napfförmige Nest wird in einer Erdmulde gebaut, das gewöhnlich von Gräsern überwölbt ist. Das Gelege besteht aus drei bis vier Eiern. Diese sind weiß bis hell gelblich und weisen ein dichtes Muster aus braunen und graubraunen Tupfen auf.

## Einzelbelege
1. ↑  Pätzold: Die Lerchen der Welt. S. 45.
2. ↑  Mirafra cheniana in der Roten Liste gefährdeter Arten der IUCN 2016.1. Eingestellt von: BirdLife International, 2016. Abgerufen am 7. Januar 2017.
3. 1 2  Pätzold: Die Lerchen der Welt. S. 43.
4. 1 2  Pätzold: Die Lerchen der Welt. S. 44.